# 타마라 호프

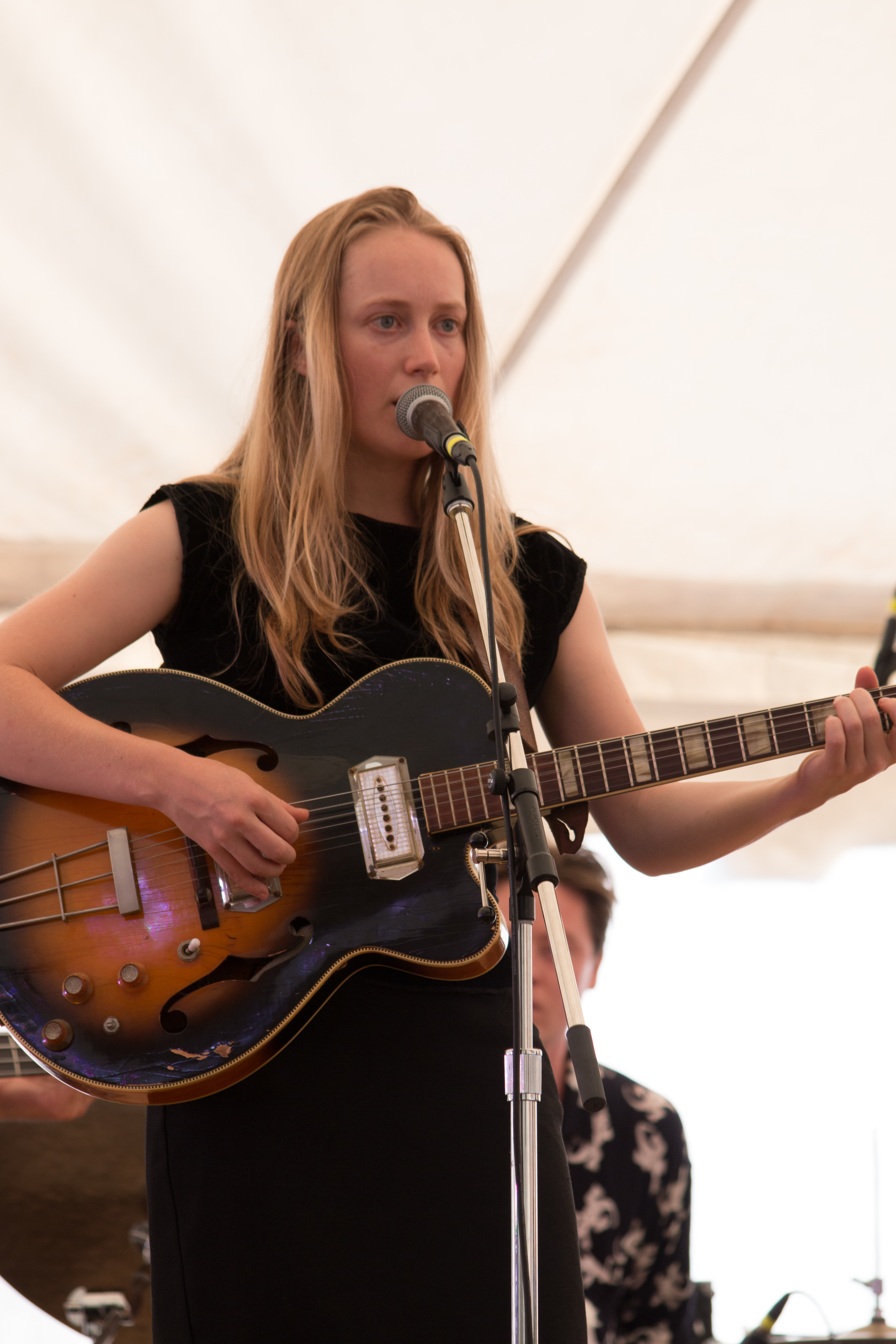

타마라 호프(Tamara Hope, 1984년 11월 2일 ~ )는 캐나다의 배우, 가수, 음악가, 작곡가 겸 작사가이다.
토론토에서 태어났다.

## 영화
- 폭스파이어 (2012년)
- 쓰리 인치 (2011년)
- 메가 파이톤 (2009년)
- 셉템버 돈 (2006년)
- 대지진 10.5 2 (2006년)
- Augusta, Gone (2006)
- 리틀 러너 (2004년) - 클레어 콜린스 역
- 실종 (2004, A Different Loyalty) - 루시 카우필드 역
- 쉘 위 댄스 (2004년)
- 리퍼브릭 오브 러브 (2003년) - 소피 역
- 섀터드 시티: 핼러팩스 폭발 (2003년)
- 딥 엔드(영어판) (2001년)
- 스텝시스터 프롬 플래닛 위어드 (2000년)
- 샌디 바툼 오케스트라 (2000년)